# برنارد هوک
برنارد فرانسیس هوک (۱۲ اوت ۱۹۱۲ – ۱۸ سپتامبر ۱۹۹۹) یک سازنده راکت تنیس روی میز اهل ایالات متحده آمریکا بود که به عنوان پیشگام درجه یک جهانی در طراحی و ساخت راکت‌های تنیس روی میز شناخته می‌شود (راکت تنیس روی میز در بریتانیا به عنوان "بت‌" و در ایالات متحده و کانادا به عنوان "پدل‌" شناخته می‌شوند). بسیاری از بازیکنان پیش‌کسوت بزرگ آمریکایی تنیس روی میز تنها از راکت‌های هوک استفاده می‌کردند. هوک به عنوان یک صنعتگر واقعی به‌شمار می‌رود. در سال ۱۹۷۷، اسپورتس ایلوستریتد هوک را به عنوان "استرادیواری راکت‌هاً توصیف کرد.
بیوگرافی هوک در کمیته المپیک و پارالمپیک ایالات متحده از هوک با نام «گاومیش پیر»، شخصیتی در کلاس درجه یک، قهرمان، مردی عالی و فردی که بیشتر از هر کسی دیگر برای تنیس روی میز کار کرده است نام می‌برد.
هوک در ابتدا تنیس بازی می‌کرد، اما بعداً تبدیل به قهرمان تنیس روی میز آمریکا شد.

## زندگی‌نامه
برنارد هوک در ۱۲ اوت ۱۹۱۲ در ناحیه ویلز، شهرستان لاپورته، ایندیانا به دنیا آمد، او پنجمین فرزند از هفت فرزند مری اگنس و فرانک ویلیام هوک. هوک فارغ‌التحصیل از دبیرستان نیو آلبانی و ساکن قدیمی در شمارهٔ ۸۰۸ خیابان سدار بو در منطقه تاریخی سدار بو در نیو آلبانی بود که یکی از اولین خیابان‌های خصوصی در ایالات متحده است.

## پیشگام ساخت راکت تنیس روی میز
هوک در سال ۱۹۳۳ شروع به ساختن راکت‌های تنیس روی میز برای استفاده شخصی خود کرد. هوک اولین راکت خود را با استفاده از چوب از یک جعبه بازیافتی و یک تیوب داخلی دوچرخه به عنوان رویه لاستیکی راکت ساخت. جری هوک، کوچک‌ترین برادر هوک و یک بازیکن قدیمی تنیس روی میز، گفت: «در ابتدا بچه‌ها میز خود را ساختند، و برنارد خیلی زود به ساخت راکت‌ها مشغول شد. او تیوب لاستیک داخلی دوچرخه را بر روی چوب‌ها کشید تا راکتی با کیفیت نسبتاً خوب تولید کند.» هوک به سرعت شروع به ساخت راکت با مواد بهتر کرد. دوستان وی راکت‌های جدید هوک را سفارش دادند و هوک به‌سرعت سفارش‌هایی از بازیکنان سراسر جهان دریافت کرد.
با رشد شهرتش، هوک صدها راکت ماهانه و بعداً هزاران راکت سالانه فروخت. تخمین زده می‌شود که هوک در طول عمر خود ۷۵٬۰۰۰ راکت فروخته باشد. تا سال ۱۹۵۳، راکت‌های هوک در سراسر جهان بسیار مورد توجه بودند. در طول یکی از مسابقات قهرمانی ایالات متحده، ۱۰ بازیکن از بین ۱۲ نفر برنده مسابقات، از راکت‌های هوک استفاده می‌کردند.

### طراحی و فرآیندهای تولید ویژه راکت هوک
برنارد هوک راکت‌های تنیس روی میز بسیار سفارشی‌شده‌ای را بر اساس نیاز مشتری طراحی و تولید می‌کرد. بازیکنان می‌توانستند از میان ۲۰۰ طراحی هوک، راکت مورد نظر خود را انتخاب کنند، راکت‌های او در انواع ضخامت چوب‌های چندلایه و نوع رویه لاستیکی راکت، انواع آرایش نقاط، فاصله و اندازه‌ها قابل سفارش بود. یکی از نوآوری‌های هوک کاهش وزن دسته راکت بود. هوک توانست یک راکت سخت با وزنی کمتر از چهار انس (شامل رویه) تولید کند.
هوک راکت‌ها را با دقت بسیار بالایی تولید می‌کرد و ترازوی تعادلی شخصی خود را برای این منظور ساخته بود. هوک همچنین ادعا داشت که برای چسباندن رویه راکت، از ترکیب چسب خاص خود استفاده می‌کرد.

### مواد اولیه راکت
در سال ۱۹۴۹، هوک به دنبال پیدا کردن چوب‌های چندلایه خاصی برای ساخت راکت‌های بهتر بود. با زندگی در نیو آلبانی، ایندیانا، هوک به راحتی به کارخانه‌های مختلف تولید چوب چندلایه در شهر دسترسی داشت. هوک در همکاری با این کارخانه‌ها اصرار داشت که کارخانه باید برای ساخت چوب از دستورالعمل‌های او پیروی کنند: «سه لایه بیرونی، پشتی و مرکزی را در رطوبت خاصی خشک کنند، چسب مخصوصی را با فشار خاصی برای چسباندن لایه‌های چوب به‌کار ببرند.» مواد و چسب‌های هوک به‌قدری دوام داشت که ادعا می‌کرد راکت‌های کثیف را می‌توانید در آب بشویید.

### مواد رویه
هوک راکت‌هایش را با لاستیک لی‌لند از بریتانیا روکش می‌کرد. این نوع رویه به عنوان «لاستیک هوک» نیز شهرت دارد، این ماده بعداً توسط کمیته USATT تأیید شد.

### انواع راکت هوک
هوک دو نوع اصلی از راکت‌های تنیس روی میز را تولید می‌کرد، مدل پنج‌لایه چوبی که از لایه‌های مساوی چوب بلسا و "مدل شماره ۷۴" که سبک‌تر و نازک‌تر است و باعث می‌شود بازیکن انعطاف بیشتری داشته باشد. این راکت به دلیل توانایی در کات کردن در طول بازی شهرت پیدا کرده بود.
هوک برای هر راکت نرخ ثابت ۳٫۵۰ دلار (معادل ۳۸ $ در ۲۰۲۲) را تعریف کرده بود.
در اوایل دهه ۱۹۸۰، کارخانه‌ای که چوب‌های چندلایه مخصوص هوک را تولید می‌کرد تعطیل شد، اما هوک همچنان سفارش‌های راکت را قبول می‌کرد. او در دهه ۱۹۵۰ به اندازه کافی چوب چندلایه مخصوص سفارش داده بود تا ۷۵ برابر تعدادی که نیاز داشت تولید شود.
در اواسط دهه ۱۹۸۰، فدراسیون بین‌المللی تنیس روی میز قانونی را وضع کرد که راکت‌های بازیکنان مسابقاتی باید برچسب لوگوی آی‌تی‌تی‌اف داشته باشد. داوران موظف بودند راکت‌ها را بررسی کرده و راکتی‌های بدون لوگو را رد کنند. راکت‌های هوک برچسب مورد نیاز را نداشتند. با توجه به قوانین اتحادیه تنیس روی میز ایالات متحده، راکت‌های هوک هنوز برای استفاده در مسابقات مجاز هستند زیرا هوک هزینه تأیید USATT را قبل از این زمان پرداخت کرده بود.

## اواخر دوران فعالیت
هوک در ادامه زندگی چندین حمله قلبی را تجربه کرد. او تا زمان مرگش در سال ۱۹۹۹، مربی انجمن تنیس روی میز جنوب ایندیانا در مرکز تنیس روی میز برنارد هوک در نیو آلبانی بود.

## مرگ و تدفین
هوک در ۱۸ سپتامبر ۱۹۹۹ در کلارکسویل، ایندیانا، بر اثر سینه‌پهلو درگذشت. پیکر او در گورستان سنت مری (کاتولیک) در نیو آلبانی، ایندیانا به خاک سپرده شد.

## جوایز
- قهرمان دوبل ملی سال ۱۹۵۰ (با جک کارینگتون)
- قهرمان دوبل ملی سال ۱۹۵۴ (با یوجین بریکیر)[۱۲]
- شش بار قهرمان تنیس روی میز سالمندان ایندیانا

## افتخارات
- ورود به تالار مشاهیر تنیس روی میز ایالات متحده (۱۹۸۴)